# Alameda County
Alameda County er et amt beliggende i den vest-centrale del af den amerikanske delstat Californien. Hovedbyen i amtet er Oakland. I år 2010 havde amtet 1.510.271 indbyggere. 

## Historie
Amtet blev grundlagt 25. marts 1853 med et stort areal fra Contra Costa County i nord, og et mindre fra Santa Clara County.

## Geografi
Ifølge United States Census Bureau er Alamedas totale areal på 2.126,8 km², hvoraf de 216,4 km² er vand. 

### Grænsende amter
- Santa Clara County - syd
- San Mateo County - vest
- San Francisco County - vest
- Contra Costa County - nord
- San Joaquin County - øst
- Stanislaus County - sydøst

### Byer i Alameda
| - Alameda - Albany - Ashland - Berkeley - Castro Valley - Cherryland - Dublin - Emeryville - Fairview - Fremont | - Hayward - Livermore - Newark - Oakland - Piedmont - Pleasanton - San Leandro - San Lorenzo - Sunol - Union City |